# Кеї-Бесар (район)
Кеї́-Беса́р (індонез. Kei Besar) — один з 6 районів округу Південно-Східне Малуку провінції Малуку у складі Індонезії. Розташований на північному заході та у центрі острова Кеї-Бесар, а також на дрібному острові Нуфуджаан. Адміністративний центр — селище Депур.
Населення — 29284 особи (2012; 22489 в 2010).

## Адміністративний поділ
До складу району входять 1 селище та 20 сіл:
| Населений пункт      | Населення, осіб (2010) |
| -------------------- | ---------------------- |
| Ад-Веараур, село     | 2142                   |
| Ваур, село           | 1241                   |
| Вауртахаїт, село     | 359                    |
| Веєр-Охоїнам, село   | 862                    |
| Верка, село          | 221                    |
| Депур, селище        | 1254                   |
| Елат, село           | 1330                   |
| Елраланг, село       | 3278                   |
| Лер-Охоїлім, село    | 576                    |
| Мун-Охоїтадіум, село | 1697                   |
| Нгефуїт, село        | 561                    |
| Охоїваїт, село       | 1256                   |
| Охоїел, село         | 1134                   |
| Охоїлім, село        | 707                    |
| Охоїнанган, село     | 782                    |
| Рахаренг, село       | 898                    |
| Реямру, село         | 457                    |
| Уват, село           | 1028                   |
| Фаа, село            | 1545                   |
| Фако, село           | 537                    |
| Ямтел, село          | 624                    |